# OmniWeb
OmniWeb é um web browser (navegador), desenvolvido pela The Omni Group, para o sistema operacional Mac OS X.

## História
OmniWeb foi desenvolvido originalmente pela Lighthouse Design para a plataforma NEXTSTEP em março de 1995. A evolução do NeXTSTEP em OpenStep e Mac OS X fez com que o Omni Group atualizasse o programa para esses sistemas. O programa chegou a ser convertido para Microsoft Windows por meio da plataforma (framework) OpenStep. Após a compra da Lighthouse Design pela Sun Microsystems, na época da versão 2.5, o Omni Group passou a lançar o programa. A partir da versão 4.0, o OmniWeb é desenvolvido apenas para a plataforma Mac OS X.
O OmniWeb aproveita os recursos do Mac OS X por meio do uso da API Cocoa, usa a tecnologia Quartz para renderizar as imagens e textos, além de aproveitar múltiplos processadores quando disponíveis. No início usava seu próprio renderizador HTML, mas este não era compatível com boa parte dos padrões da linguagem como CSS. Em fevereiro de 2003, o Omni Group passou a usar o renderizador WebCore da Apple (usado no navegador Safari e baseado no KHTML do Konqueror).
Em 24 de fevereiro de 2009, o Omni Group anunciou que o OmniWeb está disponível gratuitamente, ao invés de seu antigo preço de US$14.95.

## Novidades OmniWeb
- v.5.10.1 (29/08/2009)
  - Atualização para o italiano, japonês, alemão, francês e chinês.
  - Corrigido um problema ao carregar uma carga bloqueada de iframes que não tiveram efeito.

## Características
- Separe edição formulário janela: Clique no quadrado no canto superior direito dos campos de formulário multi linha para abri-lo em uma janela separada. Isso ajuda quando você quer adicionar grande quantidade de texto para uma área que é muito pequeno e quer ver tudo isso de uma vez. Esse recurso também permite que você insira caracteres de tabulação.
- Áreas de trabalho: grupos de janelas e abas do navegador web em si. Um usuário pode ter múltiplas áreas de trabalho para diferentes tópicos de pesquisa na web e alternar rapidamente entre elas, com uma tecla de atalho ou pelo menu.
- Ver Links: Ao clicar neste botão na barra de ferramentas, pode-se ver rapidamente todos os links contidos na página.
- A obstrução do anúncio: OmniWeb utiliza um anúncio de jogo poderoso padrão de recurso de bloqueio para parar de carregar imagens a partir de servidores que correspondem ao padrão. Também é possível bloquear as imagens que não se originam a partir do servidor atual que você está visitando e bloquear imagens que correspondem a tamanhos de anúncio comum.
- Atalhos: permite digitar uma palavra ou frase-chave para abrir um determinado site ou começar uma pesquisa na web específicas.
- Preferências Site: OmniWeb permite que você especifique as preferências que se aplicam a sites específicos. Por exemplo, se você ajustar o tamanho da fonte em uma determinada página web, o tamanho da fonte ajustada será usado em todas as outras páginas do mesmo site. As preferências são salvas automaticamente e mantidas entre as sessões de navegação.